# Societat de Textos dels Pelegrins a Palestina
La Societat de Textos dels Pelegrins a Palestina (anglès: Palestine Pilgrims' Text Society, PPTS) fou una societat editora de textos radicada a Londres i especialitzada en la publicació d'edicions i traduccions de textos medievals relacionats amb la història del pelegrinatge a Terra Santa. Se centrava en narracions de pelegrins i altres viatgers que contenien informació sobre geografia i topografia o sobre els usos i costums de Terra Santa. Els relats originals estaven en nombroses llengües diferents, com ara el grec, el llatí, l'àrab, l'hebreu, l'antic francès, el rus i l'alemany.
La societat començà a publicar el 1884 i es mantingué operativa durant onze anys, en el decurs dels quals publicà dotze volums. El 1896, aquestes obres foren transferides al Fons per a l'Exploració de Palestina per a la seva distribució als membres de la PPTS.
Les edicions continuen sent preuades i citades sovint en obres acadèmiques. N'hi ha una versió disponible com a The Library of the Palestine Pilgrims' Text Society.
Entre els pelegrinatges més coneguts hi ha els de Jaume de Vitry, el Pelegrinatge de santa Paula de sant Jeroni, la descripció de Síria d'al-Muqaddassí i l'Itinerari de Burdígala.